# Domenico Rivarola
Domenico Rivarola (Viena, 1575 - Roma, 3 de janeiro de 1627) foi um cardeal do século XVII

## Biografia
Nasceu em Gênova em 1575. Segundo dos seis filhos de Ottavio Rivarola e Nicoletta Lomellini. Sobrinho, possivelmente, de Giulio Rivarola, núncio em Portugal, e Domenico, bispo eleito de Fermo. Parente de Agostino Rivarola (1817)
Obteve o doutorado in utroque iure , direito canônico e civil..
Cânon do capítulo da catedral de S. Lorenzo, Gênova..
Ordenado (sem data), Gênova. Foi a Roma e entrou na corte do cardeal Scipione Caffarelli-Borghese com a ajuda do embaixador francês; foi seu auditor e familiarissimus ..
Eleito bispo de Aleria, Córsega, em 10 de dezembro de 1608. Consagrado, domingo, 28 de dezembro de 1608, capela Sistina, pelo cardeal Michelangelo Tonti, auxiliado por Metello Bichi, bispo de Savona, e por Valeriano Muti, bispo de Città di Castello. Na mesma cerimônia foi consagrado Filippo Battista Filonardi, bispo de Aquino, futuro cardeal. O novo bispo permaneceu em Roma na corte do cardeal Caffarelli-Borghese, mas, na Semana Santa de 1608, foi emitido um decreto papal ordenando que todos os bispos residentes em Roma fossem para suas dioceses; o cardeal nomeou o bispo seu auditor, liberando-o assim da obrigação de ir residir em sua diocese; pouco depois, renunciou ao governo da sé de Aleria. Promovido à sé titular de Nazaré em 30 de março de 1609. Legado extraordinário ao rei Henrique IV da França; sua missão era perguntar ao rei, em nome do papa, abandonar seu plano de invadir a Itália; antes que o legado pudesse chegar a Paris, o rei foi assassinado; naquela cidade assistiu o núncio, Roberto Ubaldini, que estava muito doente; e depois voltou para Roma. Quando ocorreu uma violenta discórdia entre a cidade de Rieti e o castelo de Cantalice, o arcebispo Rivarola foi enviado para mediar uma alma pacífica para o conflito; ele conseguiu restabelecer a paz e voltou para Roma. O arcebispo Rivarola foi enviado para mediar uma alma pacífica para o conflito; ele conseguiu restabelecer a paz e voltou para Roma. O arcebispo Rivarola foi enviado para mediar uma alma pacífica para o conflito; ele conseguiu restabelecer a paz e voltou para Roma..
Criado cardeal sacerdote no consistório de 17 de agosto de 1611; recebeu o chapéu vermelho em 20 de agosto de 1611; e o título de S. Martino ai Morti em 12 de setembro de 1611. Legado na Romagna, de 4 de junho de 1612 até maio de 1621; chegou à sua legação em 2 de julho de 1612; o papa o confirmou em sua legação três vezes; conseguiu libertar o território dos bandidos e assassinos que ameaçavam seus cidadãos. Participou do conclave de 1621, que elegeu o Papa Gregório XV. Nomeado protetor da Ordem dos Camaldulenses pelo Papa Gregório XV. Dedicou-se com grande fervor ao estudo da jurisprudência; e tornou-se célebre a explicação dos seus votos nas congregações da Cúria Romana. Participou do [[conclave de 1623, que elegeu o Papa Urbano VIII. Depois de visitar Gênova por um tempo, ele voltou para Roma..
Morreu em Roma em 3 de janeiro de 1627. Sepultado na igreja de S. Maria della Scala, e mais tarde, transferido para a igreja de S. Maria della Vittoria, Roma; nenhum monumento funerário foi erguido em sua memória..